# Qiu Miaojin
Œuvres principales
- Les Carnets du crocodile (1994)
- Dernières lettres de Montmartre (1996)

Qiu Miaojin (邱妙津) ou Chiu Miao-Chin selon l'état-civil, née le 29 mai 1969 dans le Comté de Changhua, à Taiwan et morte par suicide le 25 juin 1995 à Paris 18e, est une écrivaine taïwanaise. Sa sensibilité résolument lesbienne a eu une influence profonde et durable sur la littérature homosexuelle à Taïwan.
Son ouvrage le plus connu est Les Carnets du crocodile, pour lequel elle reçoit le Prix de la Littérature du China Times en 1995. L'ouvrage est traduit en français en avril 2021 (éditions noir sur blanc).
Un ensemble de deux volumes de journaux est publié à titre posthume en 2007.

## Biographie
Originaire du Comté de Changhua, sur la côte ouest de Taïwan, elle fréquente le Premier Lycée de jeunes filles de Taipei, puis est diplômée de la faculté de psychologie de l'Université nationale de Taïwan. Elle travaille comme conseillère, puis comme journaliste pour le magazine hebdomadaire La journaliste. En 1994, elle s'installe à Paris, où elle poursuit des études supérieures en psychologie clinique et sur le féminisme à l'Université de Paris VIII.
Sur sa mort par suicide, de nombreuses spéculations existent quant à la cause exacte du décès. Elle se serait poignardée avec un couteau de cuisine.

## Analyse de l’œuvre
Les Carnets du crocodile (Eyu shouji en chinois) est considéré comme l'un des trois textes constitutifs du canon de la littérature tongzhi à Taïwan. Dans la mesure où il aborde la question du genre en plus de celle de l'orientation sexuelle, il annonce par ailleurs la ku'er wenxue, c'est-à-dire la littérature queer taïwanaise.

## Liste des œuvres

### Romans
- Les Carnets du crocodile (鱷魚手記) (1994) (publié en français aux éditions Noir sur Blanc en 2021 ;  (ISBN 978-2-88250-632-0))
- Dernières lettres de Montmartre (蒙馬特遺書) (1996)

### Autres textes
- Journal 1989-1995 (2007)